# Tajuria hainanensis
Tajuria hainanensis är en fjärilsart som beskrevs av James John Joicey och Talbot 1922. Tajuria hainanensis ingår i släktet Tajuria och familjen juvelvingar. Inga underarter finns listade i Catalogue of Life.